# Liste der Baudenkmäler in Metternich (Weilerswist)
Die Liste der Baudenkmäler in Metternich (Weilerswist) enthält die denkmalgeschützten Bauwerke auf dem Gebiet von Weilerswist-Metternich in Nordrhein-Westfalen (Stand: 31. Dezember 2010). Diese Baudenkmäler sind in der Denkmalliste der Stadt Weilerswist eingetragen; Grundlage für die Aufnahme ist das Denkmalschutzgesetz Nordrhein-Westfalen (DSchG NRW).

| Bild                     | Bezeichnung                          | Lage                                              | Beschreibung | Bauzeit | Eingetragen seit | Denkmal- nummer |
| ------------------------ | ------------------------------------ | ------------------------------------------------- | ------------ | ------- | ---------------- | --------------- |
| weitere Bilder           | Burg Metternich                      | Metternich Karte                                  |              |         |                  | 4               |
| weitere Bilder           | Fachwerkhaus                         | Metternich Bergstraße 20 Karte                    |              |         |                  | 12              |
| weitere Bilder           | Fachwerkhaus                         | Metternich Friedweg 15 Karte                      |              |         |                  | 18              |
|                          | Fachwerkhaus                         | Metternich                                        |              |         | gelöscht         | 29              |
| weitere Bilder           | Gutshof Burg Metternich              | Metternich Karte                                  |              |         |                  | 41              |
| weitere Bilder           | Soldaten- / Adelsfriedhof            | Metternich Am Hovener Kirchpfad Karte             |              |         |                  | 42              |
| weitere Bilder           | Backsteinhof                         | Metternich Meckenheimer Straße 21 Karte           |              |         |                  | 43              |
| weitere Bilder           | Haus Velbrück                        | Metternich Meckenheimer Straße 47 Karte           |              |         |                  | 44              |
| weitere Bilder           | Fachwerkhaus                         | Metternich Meckenheimer Straße 70 Karte           |              |         |                  | 45              |
| Alte Schule und Küsterei | Alte Schule und Küsterei             | Metternich Meckenheimer Straße 66 Karte           |              |         |                  | 76              |
| weitere Bilder           | Kreuz                                | Metternich Meckenheimer Straße 47 Karte           |              |         |                  | 77              |
| weitere Bilder           | Katholische Pfarrkirche St. Johannes | Metternich Karte                                  |              |         |                  | 83              |
| Pfarrhaus                | Pfarrhaus                            | Metternich Bergstraße 22 Karte                    |              |         |                  | 96              |
| weitere Bilder           | Kreuz                                | Metternich Meckenheimer Straße 78 Karte           |              |         |                  | 108             |
| weitere Bilder           | Wegekreuz                            | Metternich Adlerweg / Bergstraße Karte            |              |         |                  | 113             |
| weitere Bilder           | Wegekreuz                            | Metternich Meckenheimer Straße / Bergstraße Karte |              |         |                  | 114             |
| weitere Bilder           | Friedhof                             | Metternich Römerstraße Karte                      |              |         |                  | 130             |

- Karte mit allen Koordinaten:
- OSM |
- WikiMap